# Запалителна свещ
Запалителната свещ е елемент от запалителната система на двигателите с вътрешно горене, които работят по т.нар. цикъл на Ото и използват за гориво леки деривати на нефта – например бензин, газ, спирт или изобщо – лесноизпаряеми (летливи) горива. Монтирана е в надбуталното пространство (горивната камера) в двигателната глава и с нея се осъществява електроискрово възпламеняване на горивната смес в цилиндъра на двигателя.
Запалителната свещ се състои от централен електрод, порцеланов изолатор плюс метален корпус и електрод, електрически свързан с общия проводник/ „масата“ на двигателя. Централният електрод е херметически закрепен вътре в изолатора, който от своя страна е свързан също херметически с корпуса на свещта, който в долната си част има резба, чрез която се завива в специален отвор в цилиндровата глава. Електродът за „маса“ (при някои модели – два или четири) се оформя конструктивно като продължение на корпуса на свещта.
Във въздушното пространство между централния електрод и електрода за „маса“ (от 0,2 до 1,2 mm за различните запалителни системи, но обикновено 0,4 – 0,8 mm) прескача запалителна искра с напрежение достигащо до 18 000 V (при някои системи до 24 kV). Моментът на запалване е различен за различните използвани горива, марки и модели двигатели, но обикновено е (измерен като ход на буталото) от 2 – 3 до 1 mm или (като ъгъл на завъртане на коляновия вал при ниски обороти) – от 5 до 7 градуса преди горна мъртва точка в края на такт сгъстяване.
От запалителните свещи зависи лесното запалване на двигателя, работата му в режим на празен ход, ускорението и максималната скорост на автомобила, както и неговата икономичност. Затова не трябва без основателна причина да се сменят типа запалителни свещи, препоръчван от завода-производител, които се характеризират с определено работно топлинно число. Топлинното число означава степента на устойчивост на запалителните свещи към топлинното натоварване в двигателя при различни условия на експлоатация. За двигателя се подбират такива запалителни свещи, които при всички режими на работа и при всякакви атмосферни условия достигат температурата си на самопочистване, която за различните конструкции варира в границите 400 – 900 градуса по Целзий. Колкото по-ниско е топлинното число на запалителната свещ, толкова по-високо е съпротивлението ѝ на топлинно запалване и толкова по-малка е устойчивостта им към замърсяване (зацапване) – това са т.нар. „студени“ свещи, които като общо правило (влияят и други фактори) се използват при по-високо оборотните двигатели, с по-голяма степен на сгъстяване. Колкото по-високо е топлинното число на свещта, толкова по-ниско е съпротивлението ѝ на топлинно запалване и толкова по-висока е устойчивостта ѝ към замърсяване (зацапване) – това са т.нар. „горещи“ свещи, които, пак като общо правило, се използват при по-ниско оборотните двигатели, с по-ниска степен на сгъстяване. Топлинното число се съдържа в обозначението на запалителната свещ. Известен проблем представлява липсата на общоприет международен стандарт за неговото обозначаване.